# Домініканська Республіка на літніх Олімпійських іграх 2000
Домініканська Республіка на літніх Олімпійських ігор 2000 року у Сіднеї була представлена 13 спортсменами (11 чоловіками та 2 жінками) у 5 видах спорту. Прапороносцем на церемонії відкриття Олімпійських ігор була важкоатлетка Ванда Ріхо.
Країна вдесяте взяла участь у літніх Олімпійських іграх. Домініканські атлети не завоювали жодних медалей.

## Учасники
| Вид спорту     | Чоловіки | Жінки | Разом |
| -------------- | -------- | ----- | ----- |
| Легка атлетика | 2        | 0     | 2     |
| Бокс           | 3        | 0     | 3     |
| Дзюдо          | 4        | 1     | 5     |
| Плавання       | 1        | 0     | 1     |
| Важка атлетика | 1        | 1     | 2     |
| Разом          | 11       | 2     | 13    |

## Бокс
| Спортсмен       | Категорія | 1/32                        | 1/16                      | Чвертьфінал        | Півфінал           | Фінал              | Фінал      |
| Спортсмен       | Категорія | Суперник Результат          | Суперник Результат        | Суперник Результат | Суперник Результат | Суперник Результат | Місце      |
| --------------- | --------- | --------------------------- | ------------------------- | ------------------ | ------------------ | ------------------ | ---------- |
| Йованні Лоренсо | до 67 кг  | Усман Уллах Хан (PAK) W 5–4 | Штефен Кюхлер (GER) L RSC | не пройшов         | не пройшов         | не пройшов         | не пройшов |
| Хуан Убалдо     | до 71 кг  | Річард Ровлес (AUS) L 7–16  | не пройшов                | не пройшов         | не пройшов         | не пройшов         | не пройшов |
| Джерсон Равело  | до 75 кг  | Пол Міллер (AUS) L 7–8      | не пройшов                | не пройшов         | не пройшов         | не пройшов         | не пройшов |

## Важка атлетика
| Спортсмен    | Категорія              | Ривок     | Ривок | Поштовх   | Поштовх | Разом | Місце |
| Спортсмен    | Категорія              | Результат | Місце | Результат | Місце   | Разом | Місце |
| ------------ | ---------------------- | --------- | ----- | --------- | ------- | ----- | ----- |
| Плейтер Реєс | понад 105 кг, чоловіки | 157.5     | 21    | 195.0     | 21      | 352.5 | 21    |
| Ванда Ріхо   | до 75 кг, жінки        | 95.0      | 9     | 120.0     | 8       | 215.0 | 8     |

## Дзюдо
| Спортсмен               | Дисципліна             | 1/32                                | 1/16               | Чвертьфінал        | Півфінал           | Втішний раунд 1    | Втішний раунд 2    | Втішний раунд 3    | Фінал              | Фінал      |
| Спортсмен               | Дисципліна             | Суперник Результат                  | Суперник Результат | Суперник Результат | Суперник Результат | Суперник Результат | Суперник Результат | Суперник Результат | Суперник Результат | Місце      |
| ----------------------- | ---------------------- | ----------------------------------- | ------------------ | ------------------ | ------------------ | ------------------ | ------------------ | ------------------ | ------------------ | ---------- |
| Хуан Ясінто             | до 60 кг, чоловіки     | Омар Ребахі (ALG) L 0010–0010       | не пройшов         | не пройшов         | не пройшов         | не пройшов         | не пройшов         | не пройшов         | не пройшов         | не пройшов |
| Вікбарт Геральдіно      | до 90 кг, чоловіки     | Адріан Кройтору (ROU) L 0001–0001   | не пройшов         | не пройшов         | не пройшов         | не пройшов         | не пройшов         | не пройшов         | не пройшов         | не пройшов |
| Хосе Августо Геральдіно | до 100 кг, чоловіки    | Франц Біркфельнер (AUT) L 0000–0201 | не пройшов         | не пройшов         | не пройшов         | не пройшов         | не пройшов         | не пройшов         | не пройшов         | не пройшов |
| Хосе Васкес             | поанд 100 кг, чоловіки | В'ячеслав Бердута (KAZ) L 0000–1001 | не пройшов         | не пройшов         | не пройшов         | не пройшов         | не пройшов         | не пройшов         | не пройшов         | не пройшов |
| Елеукадія Варгас        | до 63 кг, жінки        | Чжі Кьон Сун (PRK) L 0010–1000      | не пройшла         | не пройшла         | не пройшла         | не пройшла         | не пройшла         | не пройшла         | не пройшла         | не пройшла |

## Легка атлетика
Трекові та шосейні дисципліни
| Спортсмен     | Дисципліна                  | Гіт       | Гіт   | Півфінал   | Півфінал   | Фінал      | Фінал      |
| Спортсмен     | Дисципліна                  | Результат | Місце | Результат  | Місце      | Результат  | Місце      |
| ------------- | --------------------------- | --------- | ----- | ---------- | ---------- | ---------- | ---------- |
| Карлос Санта  | 400 м, чоловіки             | 46.4      | 43    | не пройшов | не пройшов | не пройшов | не пройшов |
| Фелікс Санчес | 400 м з бар'єрами, чоловіки | 49.7      | 13    | 49.69      | 20         | не пройшов | не пройшов |

## Плавання
| Спортсмен        | Дисципліна              | Гіт      | Гіт   | Півфінал   | Півфінал   | Фінал      | Фінал      |
| Спортсмен        | Дисципліна              | Час      | Місце | Час        | Місце      | Час        | Місце      |
| ---------------- | ----------------------- | -------- | ----- | ---------- | ---------- | ---------- | ---------- |
| Гільєрмо Кабрера | 50 м на спині, чоловіки | 02:08.22 | 41    | не пройшов | не пройшов | не пройшов | не пройшов |